# كيم شانغ-بوك
كيم شانغ-بوك (هانغل: 김창복)، من مواليد 14 أكتوبر سنة 1959م، وهو لاعب كوري شمالي سابق، شارك مدرباً للفريق الكوري الشمالي في كأس آسيا لكرة القدم التي استضيفت أستراليا سنة 2015.

## وصلات خارجية
- كيم شانغ-بوك على موقع قاعدة بيانات كرة القدم.إي يو (الإنجليزية)
- كيم شانغ-بوك على موقع عالم كرة القدم.نت (الإنجليزية)

1. ↑  "Vietnam to play DPRK in friendly". Vietnam Breaking News. 16 مايو 2015. مؤرشف من الأصل في 2015-06-29. اطلع عليه بتاريخ 2015-06-13.